# Chionochloa rubra
Chionochloa rubra (Engels: red tussock grass) is een pollenvormende plantensoort uit de grassenfamilie (Poaceae). De grassoort heeft een lange levensduur, waardoor er weinig dood gebladerte langs de plant is. De plant wordt tot 1-1,2 meter hoog en groeit in rijke vochtige grond. Het blad  groeit tot 1 meter lang en 1,2 millimeter in diameter, en de plantbreedte is 50 centimeter in diameter. De soort komt voor in Nieuw-Zeeland, zowel op het Noordereiland als op het Zuidereiland.

## Ondersoorten
De soort telt drie ondersoorten:
- Chionochloa rubra subsp. cuprea, deze ondersoort komt voor op het Zuidereiland en op het daar ten zuiden liggende Stewarteiland. Op het Zuidereiland wordt de ondersoort aangetroffen in Noord-Canterbury en verder west- en zuidwaarts tot in Fiordland. Hij groeit daar in kustgebieden tot in alpiene omgevingen. Het is een dominante grassoort in moerassen en polgraslanden.[2]
- Chionochloa rubra subsp. occulta, deze ondersoort komt voor op het Zuidereiland. Hij wordt daar aangetroffen in Nelson en West Coast tot op het Cascade Plateau. Hij groeit daar in hogere montane tot alpiene gebieden in kreupelhout of als een lokale dominante grassoort in graspollen.[3]
- Chionochloa rubra subsp. rubra

De ondersoort Chionochloa rubra subsp. rubra heeft twee variëteiten, namelijk Chionochloa rubra subsp. rubra var. inermis en Chionochloa rubra subsp. rubra var. rubra.
De eerstgenoemde variëteit komt voor op het Noordereiland op de vulkaan Mount Taranaki. Hij groeit daar in subalpiene tot alpiene gebieden en in enkele van de grotere hoger gelegen moerassen. Het is dominante grassoort in polgraslanden en moerassen op de hellingen van de vulkaan.
De laatstgenoemde ondersoort komt voor op het Noordereiland op het vulkanisch plateau en ook verder zuidwaarts op het Zuidereiland, in Marlborough en verder heel schaars in Noord-Canterbury. Hij groeit daar in subalpiene tot alpiene gebieden. Vaak dominant in graslanden met pollen en verder ook gevonden in ondiepe moerassen of aan de randen van diepere moerassen en kleine vijvers, bergmeertjes en langzaam stromende beekjes.

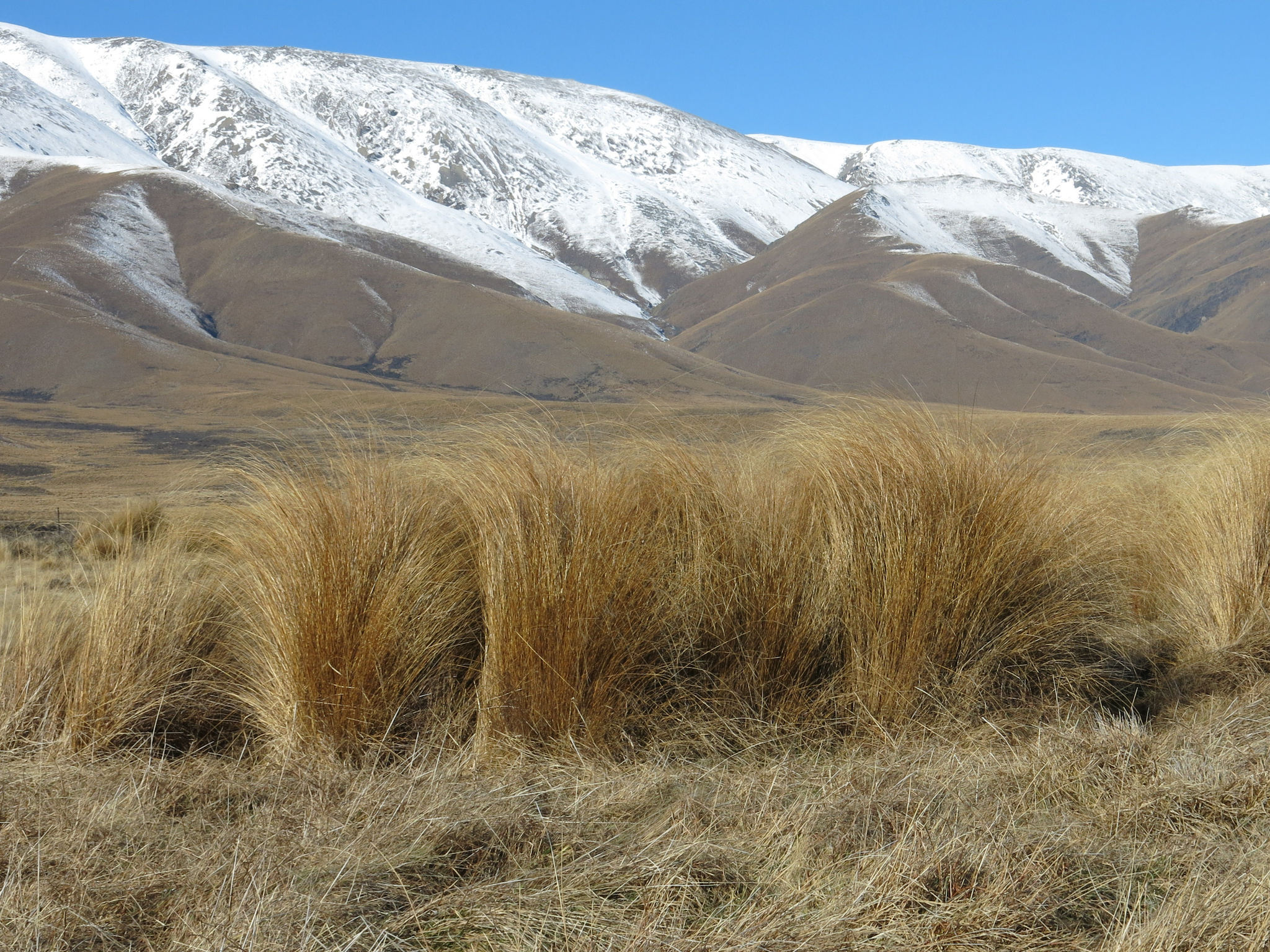
Chionochloa rubra subsp. cuprea in een montane habitat